# تيبلت جيريس
تيبلت جيريس (بالفرنسية: Thibault Giresse)‏ (25 مايو 1981 في فرنسا - ) هو لاعب كرة قدم فرنسي في مركز الوسط. لعب مع نادي أميين ونادي تولوز ونادي غانغون ونادي لوهافر.

## روابط خارجية
- تيبلت جيريس على موقع رابطة كرة القدم الفرنسية للمحترفين (الإنجليزية)
- تيبلت جيريس على موقع قاعدة بيانات كرة القدم.إي يو (الإنجليزية)
- تيبلت جيريس على موقع ليكيب (الفرنسية)
- تيبلت جيريس على موقع Soccerway.com (الإنجليزية)
- تيبلت جيريس على موقع AS.com (الإسبانية)